# Белянский, Николай Петрович
Николай Петрович Белянский (1931—2009) — бригадир строителей строительного управления № 4 треста «Шахтшахтострой», город Шахты, Ростовская область, Герой Социалистического Труда (1977).

## Биография
Родился на станции Готня Ракитянского района Курской области в семье рабочего.
В 15 лет остался сиротой. Многие местные жители уезжали на западную Украину, куда в 1947 году уехал и Николай Петрович. Батрачил: смотрел за скотиной, пахал землю, сеял и убирал пшеницу. В конце 1949 года вернулся домой.
По совету председателя сельсовета поехал на работу в Ростовскую область, в город Шахты. Поступил в ФЗО № 28. Получил специальность плотника с присвоением высокого разряда, так как учился на «отлично». В мае 1950 года Белянского направили работать в СУ-20 «Ростовшахтстрой» в бригаду плотников.
С июня 1952 по ноябрь 1955 — служил в армии, где получил специальность санинструктора. Работал начальником модельного склада неприкосновенного запаса военного госпиталя. После демобилизации Белянский вернулся в Шахты и пошёл работать плотником в строительное управление № 23 треста № 4 «Шахтшахтострой».
В ноябре 1955 года строил поверхностный комплекс шахты «Юбилейная» и одновременно принимал участие в строительстве жилья в посёлке Таловом. После сдачи шахты «Юбилейная» в эксплуатацию бригада была переведена на строительство холодильника мощностью 5 тысяч тонн готовой продукции. Объект находился в районе шахты «Октябрьская Революция». Первые награды за труд получает в 1966 году: за участие в строительстве поверхностного комплекса шахты «Юбилейная» — медаль «За трудовое отличие» и орден «Знак Почёта» — за участие в строительстве объекта «холодильник».
По пятилетнему плану началось сооружение крупнейшего в Европе шахтинского текстильного комбината (ХБК). Строительство гиганта лёгкой промышленности начал коллектив стройуправления № 23. Стройка была объявлена ударной. По итогам пятилетки многие рабочие и инженеры были награждены орденами и медалями СССР. В том числе Н. П. Белянский награждён высшей наградой Родины — орденом Ленина. За строительство и сдачу в эксплуатацию прядильно-ткацкой фабрики (ПТФ) он был награждён орденом «Октябрьской Революции».
В 2006 году Н. П. Белянский отпраздновал юбилей 75-летия. Находился на пенсии, жил в городе Шахты.
Умер 16 апреля 2009 года, похоронен в г. Шахты.

## Награды и Звания
- За выдающиеся производственные успехи, достигнутые при строительстве прядильно-ткацкой фабрики Шахтинского хлопчатобумажного комбината имени 50-летия СССР Белянскому Н. П., бригадиру строительного управления № 23, стройтреста № 4 Указом Президиума Верховного Совета СССР от 14 апреля 1977 года присвоено звание Героя Социалистического Труда с вручением ордена Ленина и золотой медали «Серп и Молот». Книжка Героя № 031372, орден Ленина № 425039, Золотая медаль «Серп и Молот» № 18379 и орденская книжка Ж 259557.
- Ордена Ленина (дважды), Октябрьской Революции, «Знак Почета», медаль «За трудовое отличие».
- Заслуженный строитель РСФСР.
- Присвоено звание «Почётный гражданин города Шахты» решением № 493 заседания Шахтинской городской Думы от 27 июля 2000 года.[1]